# فراتر از یک شک معقول (فیلم ۱۹۵۶)
فراتر از یک شک منطقی یا بدون ذره‌ای تردید (به انگلیسی: Beyond a Reasonable Doubt) یک فیلم سینمایی آمریکایی در ژانر فیلم نوآر محصول سال ۱۹۵۶ به کارگردانی فریتس لانگ و نویسندگی داگلاس مورو است. بازیگران اصلی فیلم دینا اندروز، جون فونتین، سیدنی بلکمر و آرتور فرانتس هستند.

## بازسازی فیلم
فیلم سینمایی فراتر از یک شک معقول محصول سال ۲۰۰۹ به کارگردانی پیتر هایمز نسخه بازسازی همین فیلم است.